# Nobuo Nakagawa
Pour les articles homonymes, voir Nakagawa (homonymie).
Nobuo Nakagawa (中川 信夫, Nakagawa Nobuo), né le 18 avril 1905 et mort le 17 juin 1984, est un réalisateur japonais, surtout connu pour les films d'horreur influencés par le style folklorique qu'il tourne dans les années 1950 et 60.

## Biographie
Né à Kyoto, Nakagawa est tôt influencé par la littérature prolétarienne et rédige des revues amateurs de films pour le magazine Kinema Junpō. Il rejoint les Makino Film Productions (en) en 1929 comme assistant réalisateur et travaille auprès de Masahiro Makino,. Lorsque les studios font faillite en 1932, il passa à la société de production d'Utaemon Ichikawa et fait ses débuts de réalisateur en 1934 avec Yumiya Hachiman Ken,. Il travaille plus tard pour la Tōhō où il réalise des comédies avec Enoken et même des documentaires durant la guerre. Après la guerre, c'est à la Shintōhō qu'il se fait connaître pour ses adaptations filmées des kaidan japonais, en particulier sa magistrale version de Tokaido Yotsuya kaidan (en) en 1959.
Son film le plus connu du public occidental est L'Enfer (地獄, Jigoku) (1960), dont il est coscénariste.
Il tourne de nombreux kaidan pour la télévision. Son dernier film est Koheiji est vivant en 1982. Nobuo Nakagawa a réalisé près de cent de films et écrit 24 scénarios entre 1930 et 1982.

## Filmographie
Sauf indication contraire, la filmographie de Nobuo Nakagawa est établie à partir de la base de données JMDb.

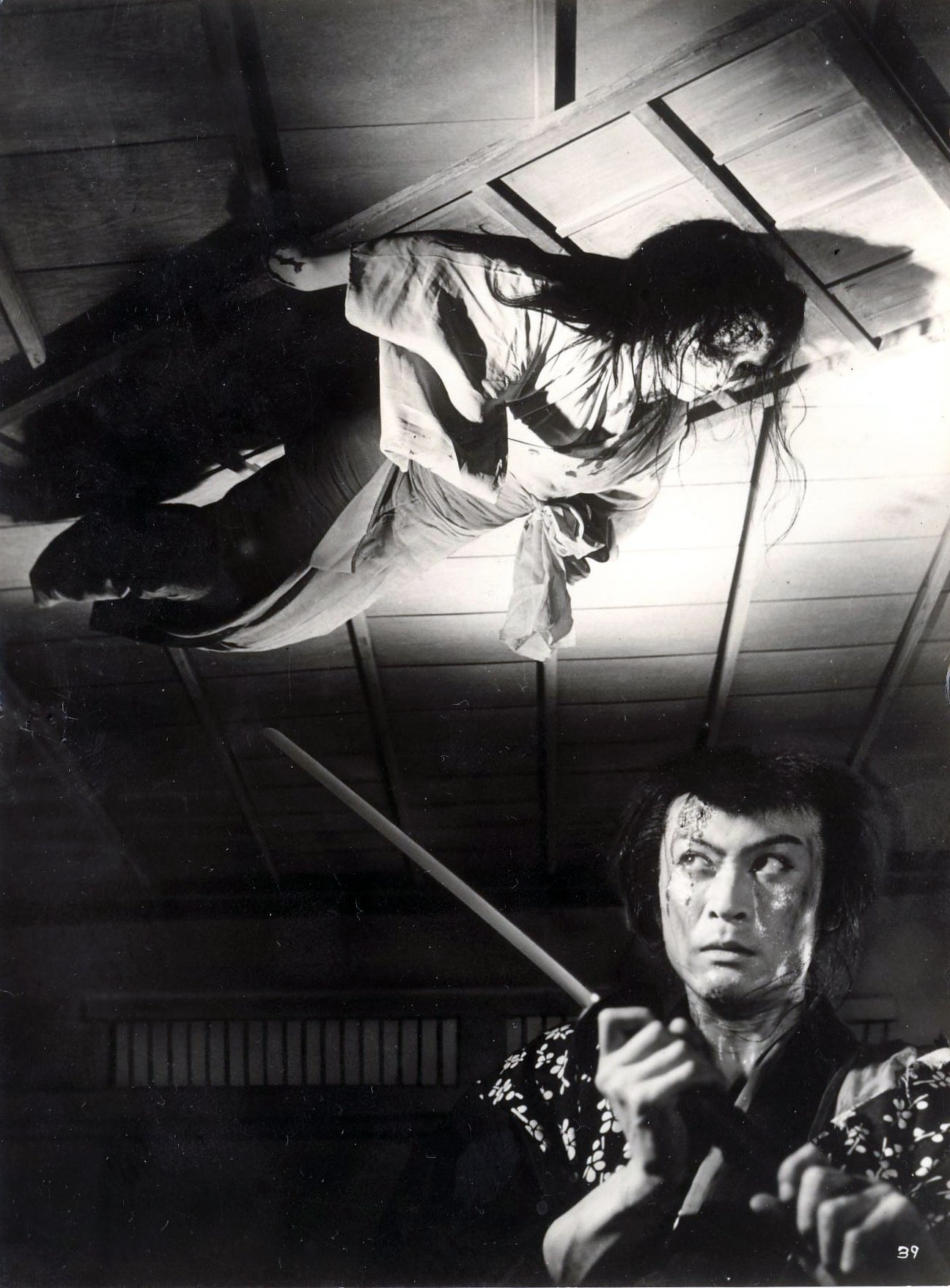
Shigeru Amachi et Katsuko Wakasugi dans Histoires de fantômes japonais (1959).

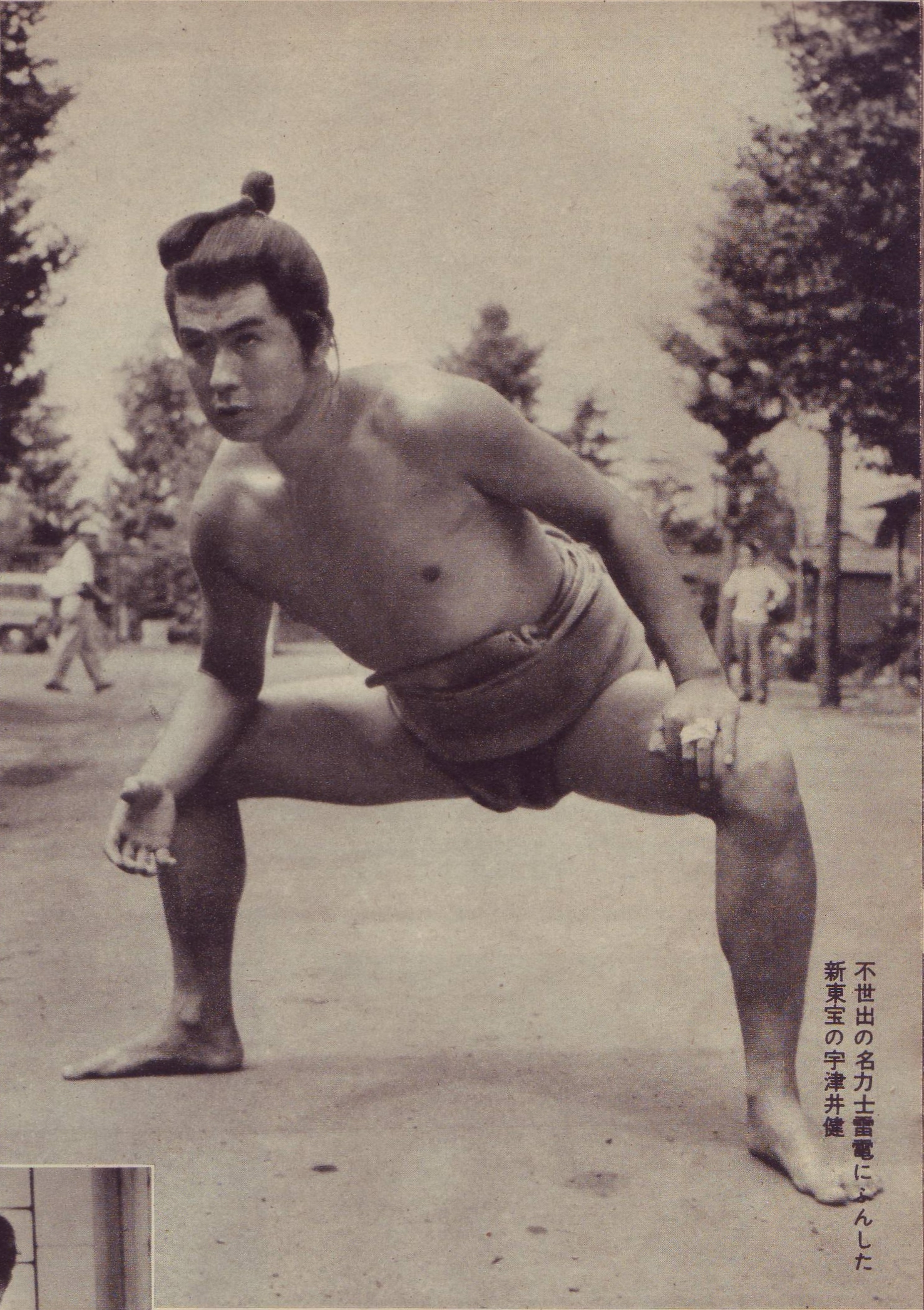
Ken Utsui dans Raiden (1959).

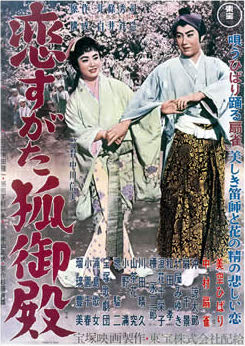
Affiche japonaise de Koi sugata kitsune goten (1956).

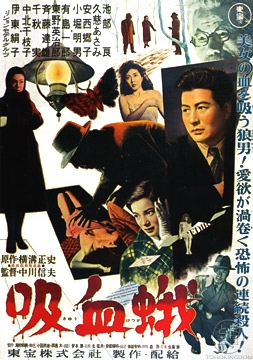
Affiche japonaise de Vampire Moth (1956).

### Années 1930
- 1934 : Yumi ya hachiman ken (弓矢八幡剣?)
- 1935 : Tōkai no kaoyaku (東海の顔役?)
- 1935 : Haji o shiru mono (恥を知る者?)
- 1935 : Goyōuta Nezumi Kozō (御用唄鼠小僧?)
- 1935 : Hakone hachiri (箱根八里?)
- 1936 : Akutarō shishi (悪太郎獅子?)
- 1936 : Shura hakkō I (修羅八荒 第一篇?) co-réalisé avec Masahiro Makino
- 1936 : Shura hakkō III (修羅八荒 第三篇?) co-réalisé avec Masahiro Makino
- 1936 : Yarimochi kaidō (槍持道?)
- 1937 : Hatamoto Hachimanki (旗本八萬騎?)
- 1937 : Onna Sazen (女左膳?) co-réalisé avec Masahiro Makino
- 1937 : Hatamoto gonin otoko (旗本五人男?)
- 1938 : Nihon'ichi no okappiki (日本一の岡っ引?)
- 1938 : Itahachi jima (伊太八縞?)
- 1938 : Gekka no wakamusha (月下の若武者?)
- 1939 : Enoken no mori no Ishimatsu (エノケンの森の石松?)
- 1939 : Enoken no ganbari senjutsu (エノケンの頑張り戦術?)
- 1939 : Shinpen Tange Sazen : Sekigan no maki (新篇 丹下左膳 隻眼の巻?)
- 1939 : Enoken no yajikita (エノケンの弥次喜多?)

### Années 1940
- 1940 : Kingorō no musume monogatari (金語楼のむすめ物語?)
- 1940 : Enoken no homare no dohyōiri (エノケンの誉れの土俵入?)
- 1940 : Enoken no wanwan taishō (エノケンのワンワン大将?)
- 1940 : Dengeki musuko (電撃息子?)
- 1941 : Akatsuki no shinpatsu (暁の進発?)
- 1941 : Les Coquelicots (虞美人草, Gubijinsō?)
- 1948 : Basha monogatari (馬車物語?)
- 1949 : Shin'ya no kokuhaku (深夜の告白?)
- 1949 : L'Odyssée de Tobisuke Enoken (エノケンのとび助冒険旅行, Enoken no Tobisuke bōken ryokō?)[4]
- 1949 : Rinchi (私刑?)

### Années 1950
- 1950 : Tsukinode no kettō (月の出の決闘?)
- 1950 : Atariya Kinpachi torimonochō: Senri no tora (当たり矢金八捕物帖 千里の虎?)
- 1950 : Amakara chindōchū (アマカラ珍道中?)
- 1950 : Wakasama samurai torimonocho: Nazo no nomen yashiki (若様侍捕物帖 謎の能面屋敷?)
- 1951 : Umon torimonochō: Katame ōkami (右門捕物帖 片眼狼?)
- 1951 : Matashirō gyōjōki: Onihime shigure (又四郎行状記 鬼姫しぐれ?)
- 1951 : Wakasama samurai torimonocho: Noroi no ningyōshi (若様侍捕物帖 呪いの人形師?)
- 1951 : Hatamoto taikutsu otoko: Tōjingai no oni (旗本退屈男 唐人街の鬼?)
- 1951 : Kōgen no eki yo sayōnara (高原の駅よさようなら?)
- 1951 : Sasurai no tabiji (さすらいの航路?)
- 1952 : Umon torimonochō: Hikanoko ihen (右門捕物帖 緋鹿の子異変?)
- 1952 : Inu-himesama (犬姫様?)
- 1952 : Koikaze gojūsan-tsugi (恋風五十三次?)
- 1952 : Itoshigo to taete yukan (いとし子と耐えてゆかん?)
- 1952 : Kyō wa kaisha no getsuyobi (今日は会社の月給日?)
- 1952 : Yūyake Fuji (夕焼け富士?)
- 1953 : Edokko hangan (江戸っ子判官?)
- 1953 : Haresugata: Izu no Satarō (晴れ姿 伊豆の佐太郎?)
- 1953 : Kinsan torimonochō: Nazo no ningyōshi (金さん捕物帖 謎の人形師?)
- 1953 : Edo no hanamichi (江戸の花道?)
- 1953 : Shishun no Izumi (思春の泉?)
- 1954 : Wakaki Hi no takuboku: Kumo wa tensai de aru (若き日の啄木 雲は天才である?)
- 1954 : Ishinaka sensei gyōjō-ki: Seishun musen ryokō (石中先生行状記 青春無銭旅行?)
- 1954 : Horafuki Tanji (ほらふき丹次?)
- 1954 : Niisan no aijō (兄さんの愛情?), co-réalisé avec Seiji Maruyama
- 1955 : Banba no Chūtarō (番場の忠太郎?)
- 1955 : Natsume Soseki no Sanshiro (夏目漱石の三四郎?)
- 1955 : Aogashima no kodomotachi: Onna kyōshi no kiroku (青ヶ島の子供たち 女教師の記録?)
- 1956 : Vampire Moth (吸血蛾, Kyuketsuki-ga?)
- 1956 : Koi sugata kitsune goten (恋すがた狐御殿?)
- 1956 : Ashura san kenshi (阿修羅三剣士?)
- 1956 : Kaii utsunomiya tsuritenjo (怪異宇都宮釣天井?)
- 1956 : Ningyō sashichi torimonochō: Yōen roku shibijin (人形佐七捕物帖 妖艶六死美人?)
- 1957 : Fūun kyū nari Ōsaka jō: Sanada jūyūshi sō shingun (風雲急なり大阪城 真田十勇死総進軍?)
- 1957 : Ningyō sashichi torimonochō: Ōedo no ushimitsudoki (人形佐七捕物帖 大江戸の丑満時?)
- 1957 : Kaidan Kasane-ga-fuchi (en) (怪談累が渕?)
- 1957 : Hibarigaoka no taiketsu (ひばりが丘の対決?)
- 1957 : Shōgun Iemitsu to tenka no Hikoza (将軍家光と天下の彦左?)
- 1958 : Dokufu takahashi oden (毒婦高橋お伝?)
- 1958 : Tenkanofukushōgun: Mito man'yūki (天下の副将軍 水戸漫遊記?)
- 1958 : Le Manoir du chat fantôme (亡霊怪猫屋敷, Bōrei kaibyō yashiki?)
- 1958 : Le Policier et le Fantôme (憲兵と幽霊, Kenpei to yūrei?)[5]
- 1958 : Kyōen kobanzame zenpen (侠艶小判鮫 前篇?)
- 1958 : Kyōen kobanzame kōhen (侠艶小判鮫 後篇?)
- 1959 : Le Vampire des femmes (女吸血鬼, Onna kyuketsuki?)[6]
- 1959 : Le Détective de l'ombre (影法師捕物帖, Kagebōshi torimonochō?)[7]
- 1959 : Nippon romansu kyuko (日本ロマンス旅行?)
- 1959 : Contes fantastiques de Yotsuya[8] ou Histoires de fantômes japonais[9] (東海道四谷怪談, Tokaido Yotsuya kaidan?)
- 1959 : Raiden (雷電?)
- 1959 : Zoku raiden (続 雷電?)

### Années 1960
- 1960 : L'Évasion d'une condamnée à mort (女死刑囚の脱獄, Onna shikeishū no datsugoku?)[10]
- 1960 : L'Enfer (地獄, Jigoku?)[11]
- 1961 : Hatamoto kenka taka (旗本喧嘩鷹?)
- 1961 : Maman ! (「粘土のお面」より かあちゃん, Nendo no omen yori: Kaachan?)[12]
- 1961 : Happyakuman goku ni idomu otoko (八百万石に挑む男?)
- 1962 : Hatamoto taikutsu otoko: Nazo no sango yashiki (旗本退屈男 謎の珊瑚屋敷?)
- 1962 : Kanashimi wa itsumo haha ni (悲しみはいつも母に?)
- 1962 : Maboroshi tengu (まぼろし天狗?)
- 1962 : Kishū no abarenbō (紀州の暴れん坊?)
- 1962 : Inazuma to uge no ketto (稲妻峠の決闘?)
- 1963 : Nihon zangoku monogatari (日本残酷物語?)
- 1963 : Otoko no arashi (男の嵐?)
- 1968 : Kaidan hebi-onna (怪談 蛇女?)
- 1969 : Sakura sakazuki: Gikyōdai (さくら盃 義兄弟?)
- 1969 : Yōen dokufuden: Hitokiri okatsu (妖艶毒婦伝 人斬りお勝?)
- 1969 : Yōen dokufuden: Okatsu kyōjō tabi (妖艶毒婦伝 お勝兇状旅?)

### Années 1980
- 1982 : Koheiji est vivant (怪異談・生きてゐる小平次, Kaidan ikiteiru Koheiji?)[13]